# Pedilophorus graecus
Pedilophorus graecus là một loài bọ cánh cứng trong họ Byrrhidae. Loài này được Putz miêu tả khoa học năm 2000.